# 河内和泉
河内和泉（3月29日—）是出身於日本大阪府的女性漫畫家、插畫家。

## 作品

### 漫畫
- 機工魔術士（月刊ガンガンWING，全19卷，東立代理）
- 賽河原大試煉（月刊ガンガンWING，全2卷，香港玉皇朝代理，台灣東立代理）台譯：賽河原的試煉
- EIGHTH（月刊ガンガンJOKER，全16卷）
- （短編集，2卷）
- この社会主義グルメがすごい!!（日语：この社会主義グルメがすごい!!）（原作：內田弘樹（日语：内田弘樹），1卷）
- 9-nine-（原作：PALETTE，がうがうモンスター（日语：がうがうモンスター）連載中，2卷）

### 插畫
- （著：遭川遭）

### 人物設計
- （原作：遭川遭）

## 外部連結
- （日語） お知らせなどなど （页面存档备份，存于），官方網誌。
- 河内和泉的X（前Twitter）